# Chūnibyō
Chūnibyō (japanisch 中二病) bezeichnet im japanischen Slang junge Teenager, die einer Form von Größenwahn erliegen und sich selbst und ihre Bedeutung überschätzen. Wörtlich übersetzt bedeutet es „Achtklässlersyndrom“, wobei chūni kurz für das 2. Schuljahr (ni-gakunen) der Mittelschule (chūgakkō) steht.
Betroffene sind der Überzeugung, besondere Fähigkeiten zu haben, Dinge zu wissen, die die Weltordnung in Gefahr bringen können, oder anderer Abstammung zu sein, als bisher vermutet.
Popularität erlangte der Begriff durch Manga- und Animeserien wie Chūnibyō Demo Koi ga Shitai!.

## Geschichtlicher Hintergrund
Der Begriff geht auf den Comedian und Radiomoderator Hikaru Ijūin zurück, der im Jahr 1999 die kindlichen Aspirationen von Mittelschülern so beschrieb, als seien sie ein von ihm entdecktes Syndrom. Zehn Jahre später distanzierte er sich in einem Statement davon, da aus dem Gegenstand einer flüchtigen Bemerkung nun ein ernsthaftes Forschungsobjekt der Psychologie geworden sei.
Im Jahr 2008 veröffentlichte der Light-Novel-Autor Hyōya Saegami ein Werk namens Chūnibyō Toriatsukai Setsumeisho (中二病取扱説明書 ‚Chūnibyō-Gebrauchsanweisung‘) in dem er drei Arten von Chūnibyō unterscheidet:
- DQN, die sich wie Delinquenten verhalten
- Subkultur, die sich gegen neue Trends wenden
- Evil Eye, die der Überzeugung sind, spezielle Fähigkeiten zu besitzen

Die Autoren Brett Lashua, Karl Spracklen, Stephen Wagg und M. Selim Yavuz schreiben in ihrem Buch Sounds and the City den Begriff Chūnibyō der Anime- und Mangaszene zu und geben diesem eine weitere Definition, nämlich als einen Teil der Fanszene, der alles besser weiß als andere. Als Beispiel wurde der Satz „I was into that band before everyone else was“ (Deutsch: Ich liebte diese Band vor allen anderen) gewählt.

## In der Populärkultur
Der Literaturkritiker Bōshi Chino sagte, dass er dem Roman Don Quixote gerne Chūnibyō, mit 50 Jahren beginnend als Buchuntertitel hinzufügen würde, da er im Protagonisten des Werkes die Eigenschaften eines Chūnibyō wiedererkenne. Er begründete dies damit, dass „der Protagonist die Welt durch eine bunte Brille sehe und sein Umfeld gezwungen sei mitzuspielen oder sich von ihm abzuwenden, um seine Wahnvorstellungen nicht anzuzweifeln“, was aber dazu führt, dass er „immer mehr von derartigen Vorstellungen verschlungen wird.“

## Chūnibyō als Lernansatz
Die „Chūnibyō-Krankheit“ wird inzwischen als Ansatz angewandt, um japanischen Schülern die deutsche Sprache näherzubringen. Die Japanisch-Deutsche Gesellschaft in Tokio hielt seit 2015 mehrere Veranstaltungen unter dem Titel Deutsch mit chūnibyō (中二病で学ぶドイツ語 Chūnibyō de manabu doitsugo) ab, die in Japan auf großes mediales Interesse stießen.